# 청자 상감모란문 표주박모양 주전자
청자 상감모란문 표주박모양 주전자(靑磁 象嵌牡丹文 瓢形 注子)는 상감 기법으로 모란 무늬를 새겨 넣은, 표주박 모양의 고려청자 주전자이다. 1962년 12월 20일 대한민국의 국보 제116호로 지정되었다.

## 개요
작은 박과 큰 박을 연결시킨 표주박 모양의 형태에 쭉 뻗은 주구와 손잡이가 달려 조화된 주전자이다. 주전자 몸체의 큰 박에는 화려한 모란문을 역삼감으로 꽉 차게 나타냈으며, 작은 박에는 구름 속을 날고 있는 학을, 병목에는 누비주름 모양의 두드러진 주름이 세로로 둘려 상감하였다. 유색은 담청녹색을 띄며, 전면에 고르게 칠해져 있고, 은은한 광택이 있다. 
이러한 표주박형의 주전자는 주구와 손잡이와 함께 유려한 곡선의 아름다움을 사랑하던 13세기에 널리 제작되어 고려청자 중에서 비교적 이와 같은 주전자의 예가 많이 남아 있다. 부안 유천리요에서 만든 것으로 추정되며, 비색의 맑은 유색과 운학과 모란 문양이 유려한 형태와 잘 어울리는 작품으로 전성기를 대표하는 작품의 하나이다. 

## 갤러리

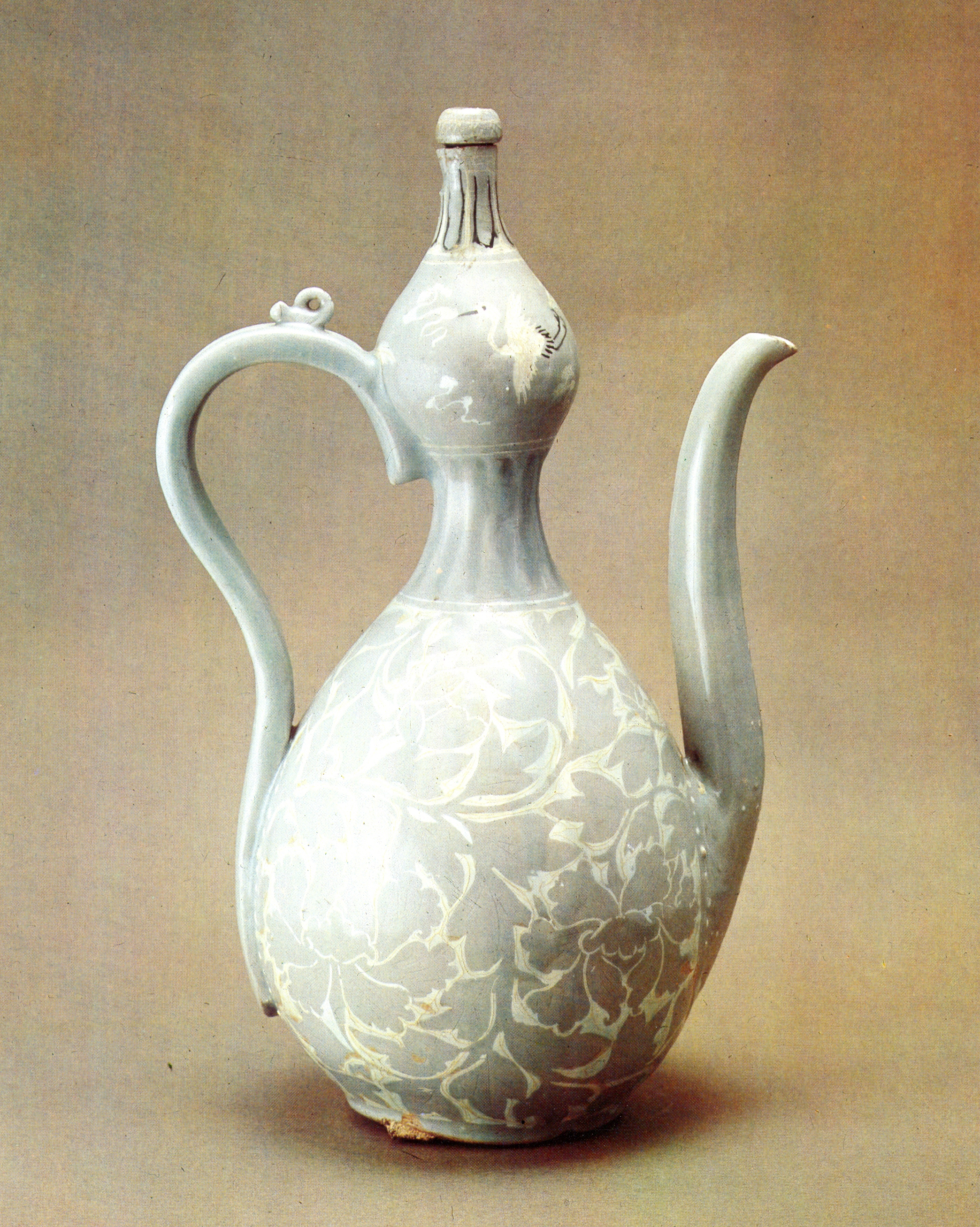

## 같이 보기
- 고려청자

## 참고 자료
- 청자 상감모란문 표주박모양 주전자 - 국가유산청 국가유산포털
- 본 문서에는 서울특별시에서 지식공유 프로젝트를 통해 퍼블릭 도메인으로 공개한 저작물을 기초로 작성된 내용이 포함되어 있습니다.